# Dexia effulgens
Dexia effulgens là một loài ruồi trong họ Tachinidae.